# Caritas internationalis

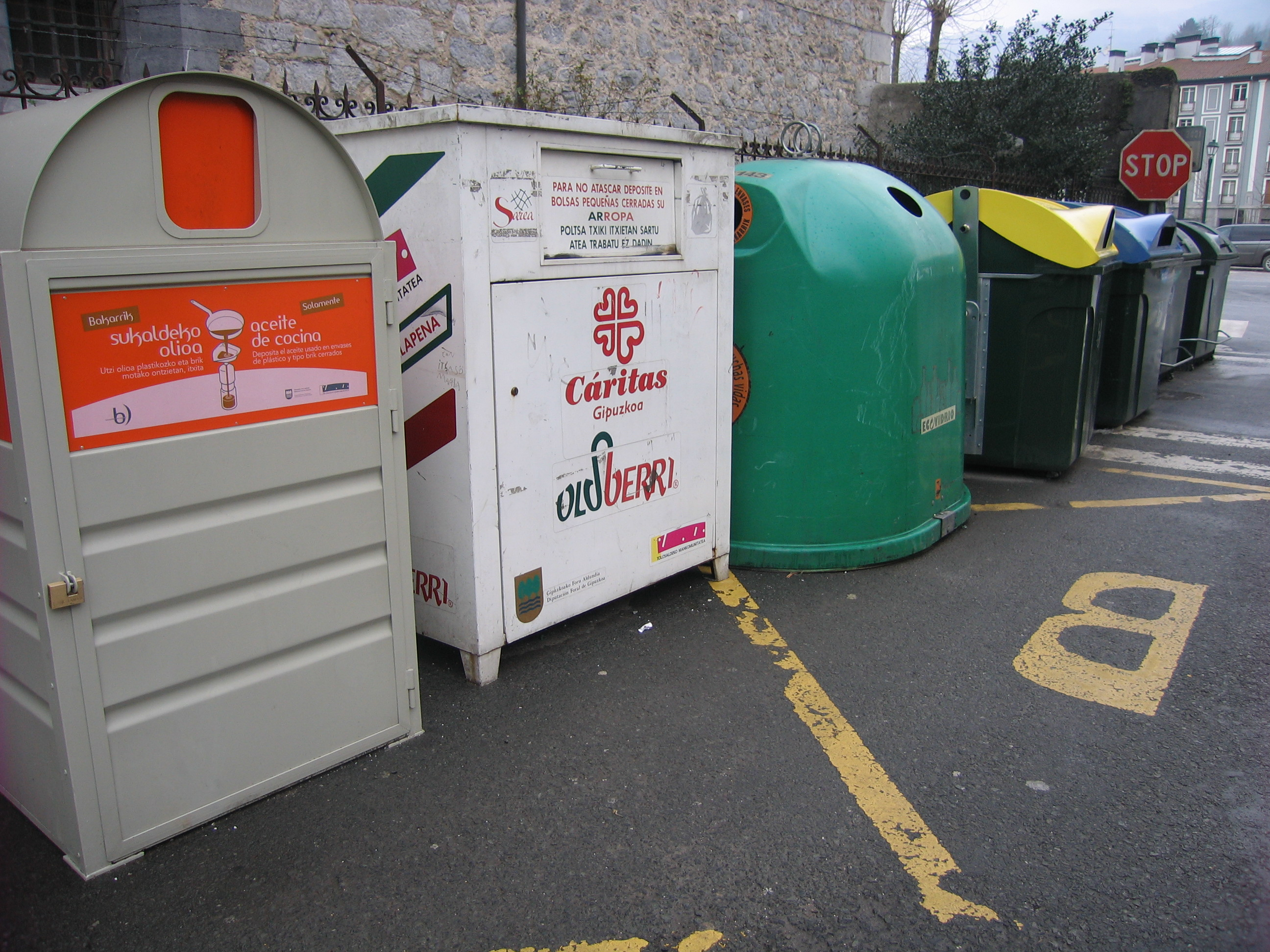
Insamlingscontainer, Spanien.

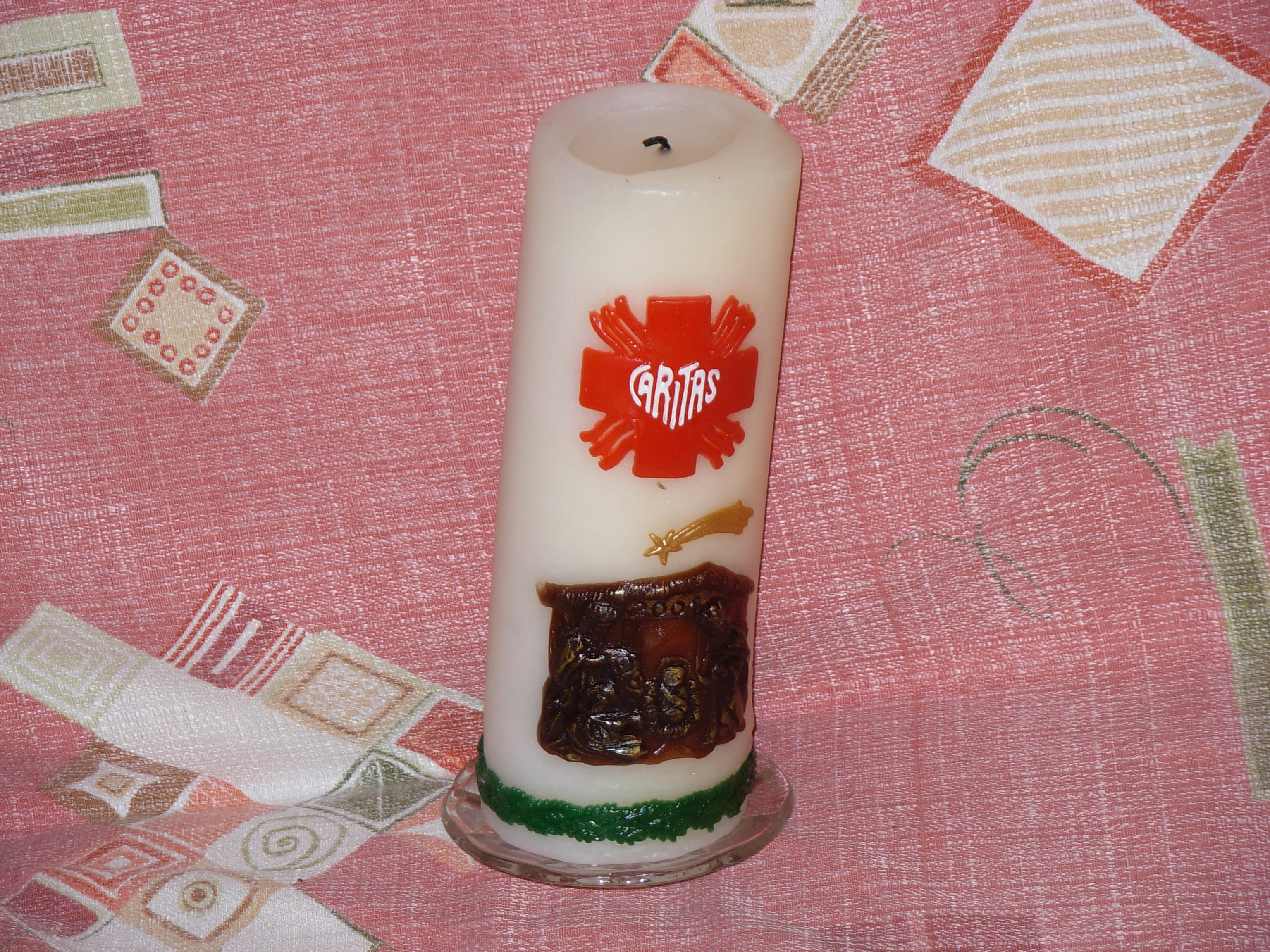
Stearinljus med Caritas logotyp säljs i Polen till jul.

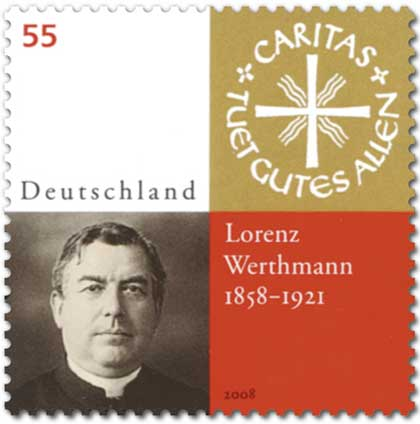
Caritas grundare, Lorenz Werthmann, på ett tyskt frimärke.

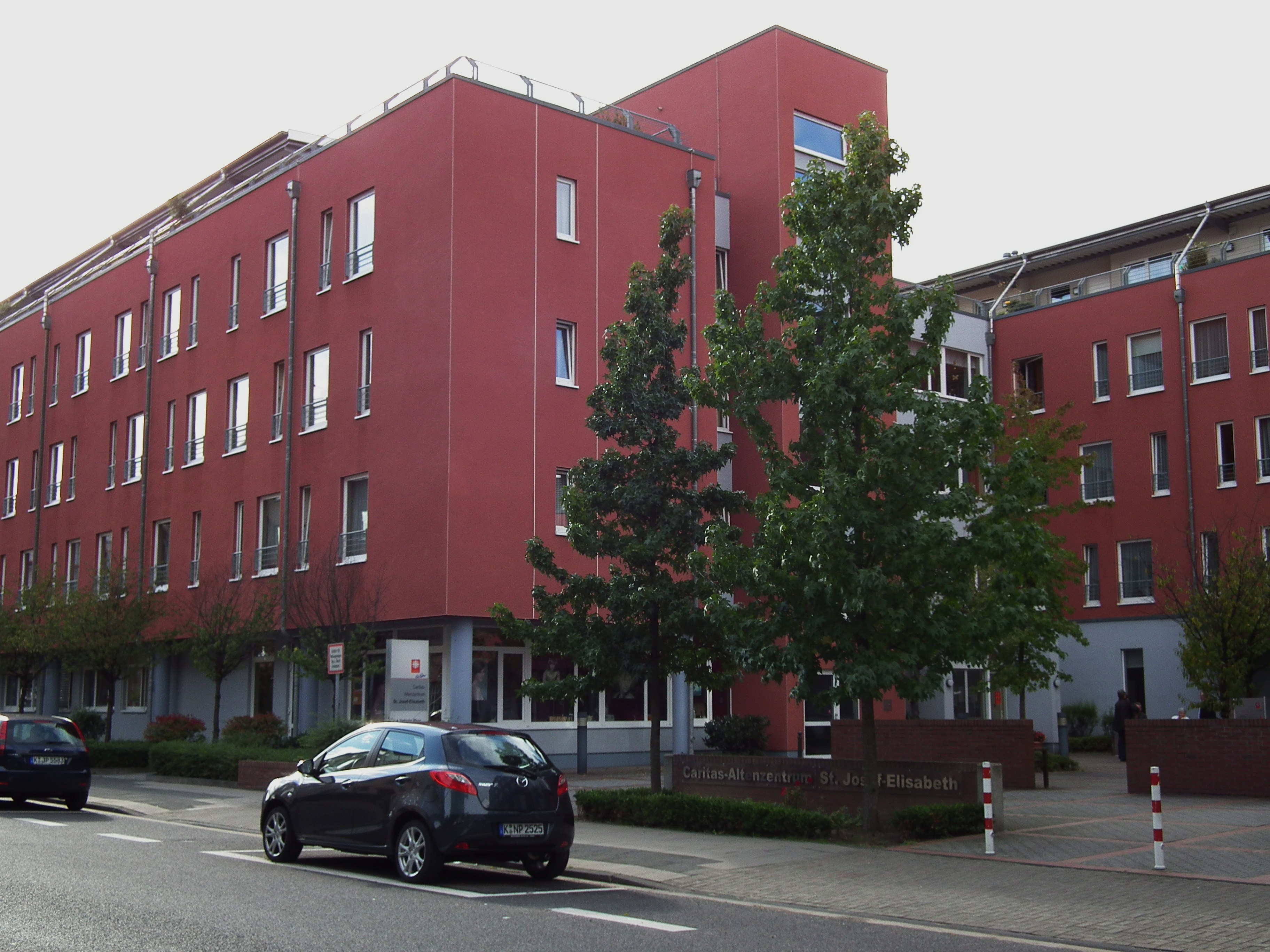
Caritas äldrecenter i Köln, Tyskland.

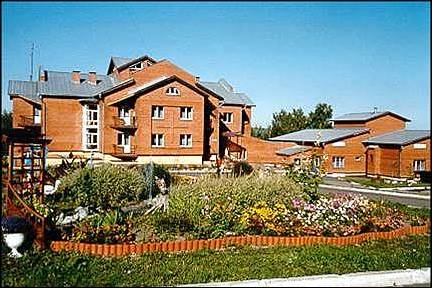
Sankt Nicholas barnhem i Novosibirsk, Ryssland, som drivs av Caritas.

Caritas Internationalis är en konfederation av 165 stycken (2013) katolska organisationer för utvecklingsarbete, humanitärt bistånd och social service, av nationall såväl som annan geografisk avgränsning. Caritas verkar i över 200 länder och är därmed ett av världens största humanitära nätverk. En del av dessa Caritas är stora professionellt drivna organisationer, andra kommittéer under den lokala biskopskonferensen. De flesta av dessa organisationer - men inte alla - heter Caritas, ofta med landsnamnet som tillägg. 
Den första Caritas-organisationen grundande i Tyskland av Lorenz Worthmann 9 november 1897.Liknande organisationer bildades snart i Schweiz, 1901), och i USA under namnet Catholic Charities 1910. 
Caritas Internationalis har sitt huvudkontor i Palazzo San Calisto i Vatikanstaden. Sittande ordförande är kardinal Óscar Andrés Rodríguez Maradiaga.

## Nationella och regionala Caritas-organisationer
I Europa finns 48 olika nationella Caritas, däribland Caritas Sverige, Caritas Catholica Belgica, Irlands Trócaire och så vidare. Caritas Sverige arbetar mycket med flyktingsfrågor. Caritas Ukraina fokuserar på vård och omsorg. Caritas Tyskland, den allra äldsta Caritas, koordinerade hjälpinsatser från många håll efter andra världskrigets slut. Efter järnridåns fall arbetar Caritas Tyskland mycket mot länder i Östeuropa. Caritas Österrike, där Helmut Schüller tidigare var direktör, arbetar med många projekt för människor i samhällets utkanter och med att ge dem en röst, likaväl som i Sydkorea och Filippinerna. Caritas Österrike är ett exempel på en stor Caritas-organisation, med 13 000 anställda och 35 000 volontärer.
I USA finns flera olika organisationer som heter saker som Catholic Relief Services, Catholic Charities USA och Caritas USA. Caritas Christi Health Care är en tidigare Caritas-organisation som sålts och omvandlats till ett vinstinriktat företag inom vård och social omsorg. Ett flertal organisationer finns i Syd- och Mellanamerika, i El Salvador, Guatemala, Mexiko, Kuba, Chile, Argentina osv.  
I subsahariska Afrika finns 45 nationella Caritas, såsom Nigeria och Kenya. Caritas Tchad (SECADEV) har ett utvecklat samarbete med en kanadensisk organisation för att ge stöd till sudanesiska flyktingar i Tchad. I Asien finns 23 stycken. Caritas MONA är en sammanslutning av 17 olika nationella Caritas i MÖNA-området (Mellanöstern och Nordafrika). Caritas Jordanien har gett stöd till syriska flyktingar sedan december 2011 och Caritas Libanon stöder syriska flyktingar med matpaket, hygienutrustning, filtar och sjukvårdspersonal. Caritas Japan arbetar både inom och utanför landet.
I Oceanien finns sex regionala organisationer däribland Australien, Nya Zeeland och Samoa.

## Caritas Internationalis historia
1924, under en eukaristisk kongress i Amsterdam, samlades 60 Caritas-delegater från 22 olika länder till en konferens. Samarbetsorganet fick sitt högkvarter i Luzern i Schweiz, och gick sedan 1928 under namnet Caritas Catholica. Delegaterna samlades vartannat år ända tills andra världskriget stoppade storskaligt internationellt samarbete. Arbetet kunde återupptas 1947 och Caritas fick även representation i FN. 
Konfederationen skapades under 1950-talets allra första år genom initiativ av Giovanni Montini, den blivande påven Paulus VI, för att stärka samarbetet mellan olika Caritas världen över. 1951 hade organisationen fått sina stadgar godkända av den Heliga stolen. På det konstituterande mötet i december 1951 närvarade medlemmar från Caritas-organisationer i Belgien, Danmark, Frankrike, Nederländerna, Italien, Kanada, Luxemburg, Portugal, Schweiz, Spanien, Tyskland, USA och Österrike. 1954 bytte konfederationen namn till Caritas Internationalis, för att avspegla hur man växt och nu hade medlemmar på alla kontinenter. 1962 hade Caritas Internationalis växt till 74 medlemsorganisationer.